# マクタル書
マクタル書、マクタルの書、マクタル・ナーマ（ペルシア語: maqtal nāma）は、イスラーム教シーア派のイマーム・フサインの殺害という歴史的事件を扱った本の総称。

## マクタル
8-9世紀のイスラーム世界においては、特別な敬意が払われるムスリムが殺害（マクトゥール）された事件について解説する解説本の出版が流行した。この類の本が、広義のマクタル（Maqtal）と定義されている。

## フサインのマクタル
ヒジュラ暦61年ムハッラム月10日（西暦680年10月10日）にカルバラーの原でフサイン・ブン・アリー・ブン・アビー・ターリブ及びその一族が虐殺された事件を取り扱ったマクタル書は8世紀に初めて書かれ、以後、世紀を越えて繰り返しマクタル書の題材となり続けてきた。狭義のマクタルは、フサインのマクタルである。以下に、よく知られたフサインのマクタルのリストを示す。
- Maqtal al-Husayn, アブー・ミフナフ（英語版）（d. 157 AH / 774 CE）
- Maqtal al-Husayn, ムハンマド・ブン・サアド・ブン・マニー（英語版）（d. 230 AH / 845 CE）
- Maqtal al-Husayn, アフマド・ブン・ヤフヤー・バラーズリー（英語版）（d. 283 AH / 892 CE）
- Maqtal al-Husayn, アブー・ハニーファ・ディーナワリー
- Maqtal al-Husayn, アフマド・ブン・アーサム（英語版）（d. 314AH / 926-27 CE）

以下のマクタルは、書かれたものの、現代に伝世していない。引用されたり言及されたりするかたちで有名なもののみのリストである。
- Maqtal al-Husayn, ワーキディー（英語版）（d. 207 or 209 AH）, イブン・ナディームとヤークート・ハマウィーが著書の中で言及している。
- Maqtal al-Husayn, アブー・ウバイダ・ムアンマル・ブン・ムサンナー（Abu ‘Ubaydah Mu‘mmar bin Muthannà, d. 209 AH）, サイイド・イブン・ターウース（英語版）（d. 664 AH）の蔵書の中に存在した記録がある。
- Maqtal al-Husayn, ナースィル・ブン・ムザハム・マンカリー（Nasr bin Muzaham Manqari, d. 212 AH）, イブン・ナディームとアスハマ・ブン・アブジャル（英語版）が著書の中で言及している。
- Maqtal al-Husayn, アブー・ウバイド・カースィム・ブン・サーリム・ヒラウィー（Abu Ubayd Qasim bin Salim Hirawi, d. 224 AH）
- Maqtal al-Husayn, アブル・ハサン・アリー・ブン・ムハンマド・マダイニー（Abu al-Hasan Ali bin Muhammad Madaini, d. 224/225 AH）, イブン・シャフル・アシューブ（英語版）が著書の中で言及している。
- Maqtal al-Husayn, アブドゥッラー・ブン・ムハンマド（Abdullah ibn Muhammad）という人物が書いたマクタル。イブン・アビー・ドゥンヤー（Ibn Abi al-Dunya, d. 281 AH）が書いた、この人物の追悼文の中で言及がある。
- Maqtal al-Husayn, ヤアクービーは自身の歴史書の中でカルバラーの戦いについて簡潔に触れているが、独立した解説本を著してもいる。
- Maqtal al-Husayn, アブー・アブドゥッラー・ムハンマド・ブン・ザカリーヤ・ガラビー（Abu 'Abd Allah Muhammad b. Zakariyya al-Ghalabi, d. 298 AH）
- Maqtal al-Husayn, Abi Abdullah ibn Muhammad ibn Shahanshah Baghawi Baghdadi (d. 317 AH) had also written a book called Maqtal al-Husayn [2]